# Colibrí presumit magnífic
El colibrí presumit magnífic (Lophornis magnificus) és una espècie de petit ocell pertanyent a la família dels colibrís. És endèmic dels boscos de terres baixes humides tropicals i subtropicals del Brasil. Va ser descrita per primera vegada al segle xix prop de Rio de Janeiro.